# 신정 (군마현)
신정(일본어: 新町)은 일본 군마현 중남부에 위치했던 정이며, 다노군에 속했다.
현재는 다카사키시의 일부가 되었다.면적 3.74km2는 동일본 최소(다카사키시 편입 전 시점)로 기타칸토에서는 최대의 인구밀도를 자랑했다(1km당 3359명).후지오카시에의 통근율은 15.9%·다카사키시에의 통근율은 15.5%. 관동 대도시권에 속해 있었다(2005년 인구 조사).
나카센도의 역참 마을로 번창하였다. 육상 자위대 신정 주둔지가 있다.
2006년 1월 23일에 군마군 군마정·마사토정·구라부치촌과 함께 다카사키 시에 편입되었다. 당초는 인접하는 후지오카시와 합병 교섭을 실시하고 있었지만 교섭이 결렬. 후에 인접하지 않은 다카사키시와의 합병이 결정되어 현재는 다카사키시의 기지가 되고 있다.
1889년의 마을 성립부터 신정에는 오이사가 존재하지 않고, 2006년의 합병 후에는 구·신마치 전역을 통틀어 '다카사키시 신마치'라는 하나의 오이사가 되었다.

## 역사
- 1889년 4월 1일 - 정촌제 시행과 함께 다노군 신정이 성립하였다.
- 1896년 4월 1일 - 다노군은 다고군, 미나미간라군과 통합해 다노군이 되었다. 동시에 군 소속이 되었다.
- 2006년 1월 23일 - 군마군 군마정, 마사토정, 구라부치촌과 함께 다카사키시에 편입되었다. 정역은 다카사키시 신마치가 되었다.

## 교통

### 철도
- 동일본 여객철도
  - 다카사키 선

### 도로
- 국도 제17호선

## 참고 문헌
- 角川日本地名大辞典編纂委員会, 『角川日本地名大辞典 10 群馬県』1988, 角川書店